# Dragutin Topić
Dragutin Topić (em sérvio: Драгутин Топић, Belgrado, RSF da Iugoslávia, 12 de março de 1971) é um atleta sérvio que representou sucessivamente a Iugoslávia (de 1988 a 2002), a Sérvia e Montenegro (de 2003 a 2006) e a Sérvia (de 2007 a 2009) em provas internacionais de salto em altura. 
É o detentor do recorde mundial júnior, com  2.37 m, quando ganhou o Campeonato Mundial Júnior em 1990, três semanas antes de se tornar campeão europeu absoluto.
Topić competiu em cinco edições dos Jogos Olímpicos e esteve presente em sete Campeonatos Mundiais, embora nunca tenha ganho qualquer medalha nestas principais competições. No entanto, conseguiu ser campeão da Europa, tanto ao ar livre como em pista coberta. O seu recorde pessoal é de 2.38 m, tendo sido obtido em Belgrado no dia 1 de agosto de 1993.